# Невахович Лев Миколайович
Лев Миколайович (Лейб Невахович) Невахович (26 липня 1776, Летичів — 1 серпня 1831, Санкт-Петербург) — російський фінансист, письменник, перекладач, засновник жанру «російсько-єврейської літератури». Дід біолога й фізіолога Іллі Мечникова та географа Льва Мечникова.

## Біографія
З міщан. Можливо, навчався у Шклові. Знав іврит та основні європейські мови. В кінці 1790-х разом зі своїми друзями приїхав до Санкт-Петербургу. Працював перекладачем. Зокрема, він перекладав на російську мову важливі документи по справі лідера любавицького хасидизму рабина Шнеєра Залмана, коли той був під слідством.
З 1803 року на службі у відомстві міністерства фінансів. Крім того, займався і комерційними справами, в тому числі військовими поставками. У 1806 році вихрестившись, перейшов до лютеранства. Після цього отримав чин колезького реєстратора і спадкове дворянство.
Член петербурзької німецькомовної масонської ложі «Петра до істини».